# Кузнецов, Олег Васильевич
Олег Васильевич Кузнецов (род. 1957) — российский общественный деятель и учёный, доктор экономических наук, профессор.

## Биография
Родился 1 сентября 1957 года.

### Образование
В 1978—1993 годах обучался в вузах Вооруженных сил СССР и РФ; в 1997 году — в Финансовой академии при Правительстве Российской Федерации (ныне Финансовый университет). В 1999 году окончил аспирантуру НИИ труда Минтруда РФ; в 2009 году — докторантуру МГУ им. М. В. Ломоносова.
Кандидат экономических наук (1999), доцент (2007), доктор экономических наук (2009), профессор (2013). Докторская диссертация была написана на тему «Социально-экономические механизмы развития системы дополнительного профессионального образования государственных гражданских служащих».

### Деятельность
В 1978—1997 годах служил в Вооруженных силах СССР и России.
В 1997—1998 годах был советником Государственной Думы Федерального Собрания РФ.
В 1998—2001 годах Кузнецов занимал пост директора Института государственной службы Финансовой академии при Правительстве Российской Федерации. В 2001—2002 годах — проректор по маркетингу и региональному развитию Финансовой академии при Правительстве Российской Федерации. В 2003—2006 годах был директором Института государственной службы Финансовой академии при Правительстве Российской Федерации.
В 2006—2011 годах работал проректором по бизнес-образованию Финансового университета при Правительстве Российской Федерации. В 2011—2015 годах работал в должности директора по дополнительному профессиональному образованию этого же университета.
С января 2016 года по настоящее время Олег Васильевич находится на посту проректора по проектам Финансового университета, координирует работу по реализации приоритетных проектов университета. Входит в состав попечительского совета Премьерского лицея. Даритель эндаумент-фонда Финансового университета.
О. В. Кузнецов занимается общественной деятельностью — является председателем Общественного совета при Управлении Федеральной налоговой службы по г. Москве, а также членом: Общероссийского Совета муниципальной службы, Общественного совета Федерального медико-биологического агентства, Экспертного профессионального совета по контролю качества дополнительного профессионального образования государственных и муниципальных служащих, Совета директоров крупных оборонных предприятий Российской Федерации, Союза журналистов Российской Федерации. Кроме этого входит в состав многих аттестационных комиссий.
При участии О. В. Кузнецова также создана Высшая школа государственного управления, обеспечивающая организацию и проведение профессиональной переподготовки и повышение квалификации государственных служащих Российской Федерации; разработаны государственные требования к минимуму содержания и уровню требований к специалистам для получения дополнительной квалификации "Специалист по государственному и муниципальному управлению — ээMaster Of Publicadministrationээ (MPA); разработана стратегия обеспечения качества образовательных услуг в области дополнительного профессионального образования, предусматривающая повышение эффективности работы профессорско-преподавательского состава в системе дополнительного профессионального образования государственных гражданских служащих, а также утверждена Ученым советом Финакадемии «Концепция развития дополнительного профессионального образования в Финансовой академии».
При его непосредственном руководстве защищено две кандидатских диссертации. Он является автором более 40 научных публикаций среди которых — монографии, научные статьи, учебные пособия.

## Заслуги
- Награждён медалями, включая медали «За безупречную службу» 2-й и 3-й степеней и «70 лет Вооруженных сил СССР», а также медалями Росстата и Совета Федерации Федерального Собрания РФ.
- Почетная Грамота Президента Российской Федерации; также грамоты Счетной палаты Российской федерации, Федеральной налоговой службы Российской Федерации, Совета Федерации Федерального Собрания РФ, Министерства промышленности и энергетики РФ и другие.
- Удостоен званий «Почетный работник топливно-энергетического комплекса» и «Лицо образования 2009» (Институт экономических стратегий РАН).
- Имеет нагрудные знаки: ФНС России, Казначейства России, Министерства энергетики Российской Федерации, Федеральной службы государственной статистики.